# Der Krach der Republik
Der Krach der Republik ist das fünfte Livealbum der Band Die Toten Hosen. Es wurde während des zweiten Teils der gleichnamigen Tournee im Jahr 2013 aufgenommen und von Vincent Sorg produziert. Das Album erschien am 22. November 2013 als Doppel-CD und in limitierter Auflage von 4000 Stück als Dreifach-Vinyl beim bandeigenen Label JKP.

## Cover
Die Gestaltung der CD-Verpackung und des Begleitheftes oblag dem Grafiker Dirk Rudolph, der bereits die Hülle des Albums Ballast der Republik und die Eintrittskarten zur Tournee Der Krach der Republik entwarf. Rudolf griff erneut die Kombination des Staatswappens der Deutschen Demokratischen Republik mit dem deutschen Bundesadler auf. Des Weiteren enthält das Booklet eine Kollage aus Konzertfotos, aufgenommen von Gregor Fischer, Carla Meurer und Paul Ripke.

## Entstehung
Das Album wurde im Sommer 2013 während der Tour Der Krach der Republik mitgeschnitten und aus folgenden Auftritten der Band zusammengestellt: am 13. Juli beim Messe Open Air in Freiburg im Breisgau, am 20. Juli im Sachs-Stadion in Schweinfurt, am 22. und 23. August bei den Filmnächten am Elbufer in Dresden, am 28. August im IGA-Park in Rostock, am 6. September im Hans-Walter-Wild-Stadion in Bayreuth, am 7. September auf dem Mannheimer Maimarkt, am 21. September 2013 bei Rock am See in Konstanz und bei den beiden Abschlusskonzerten der Tour in der Düsseldorfer Esprit Arena am 11. und 12. Oktober 2013.
Die Band Die Toten Hosen bestand während der Tournee aus Frontmann und Sänger Campino, den Gitarristen Andreas von Holst und Michael Breitkopf, dem Bassisten Andreas Meurer und dem Schlagzeuger Vom Ritchie. Die Aufnahmen während der Konzerte entstanden unter der Leitung von Tontechniker Stefan Holtz, der während der gesamten Tournee für den Sound verantwortlich war. Die Abmischung durch Vincent Sorg und das endgültige Mastering erfolgte in den Principal Studios in Senden.

## Musik und Titelliste
Die Reihenfolge der Lieder auf dem Album entspricht der Setliste der meisten Konzerte der Tournee.
| CD 1 1. Drei Kreuze (dass wir hier sind) – 1:35 2. Ballast der Republik – 2:35 3. Altes Fieber – 3:50 4. Auswärtsspiel – 2:59 5. Alles wird gut – 3:07 6. Das ist der Moment – 2:42 7. Alles was war – 2:59 8. Heute hier, morgen dort – 2:34 (Cover von Hannes Wader) 9. Bonnie & Clyde – 3:02 10. Ein guter Tag zum Fliegen – 3:26 11. Halbstark – 2:17 (Cover von The Yankees) 12. Sascha … ein aufrechter Deutscher – 2:36 13. Paradies – 3:38 14. Niemals einer Meinung – 3:33 15. Wort zum Sonntag – 4:00 16. Pushed Again – 3:52 17. Schrei nach Liebe – 3:04 (Cover von Die Ärzte) 18. Liebeslied – 4:49 19. Steh auf, wenn Du am Boden bist – 3:36 | CD 2 1. Hier kommt Alex – 4:42 2. Wünsch Dir was – 4:24 3. Tage wie diese – 5:05 4. Achterbahn – 4:00 5. Modestadt Düsseldorf – 1:47 6. Alles aus Liebe – 4:14 7. Eisgekühlter Bommerlunder – 3:08 8. Alles wird vorübergehen – 3:01 9. Far Far Away – 5:56 (Cover von Slade) 10. Zehn kleine Jägermeister – 3:17 11. Schönen Gruß, Auf Wiederseh’n – 4:05 12. Vogelfrei – 3:06 13. Draußen vor der Tür – 3:00 14. Freunde – 4:10 15. You’ll Never Walk Alone – 3:23 |

## Musikfilm
Am 4. April 2014 erschien ein Musikfilm mit dem Titel Der Krach der Republik – Das Tourfinale als DVD und Blu-ray Disc, der unter der Regie von Paul Dugdale während der beiden Abschlusskonzerte in der Düsseldorfer Esprit Arena entstanden war. Das Video mit einer Spielzeit von 125 Minuten entspricht vom Ablauf her nahezu dem Doppelalbum, enthält jedoch zusätzlich die Musikstücke:
1. Helden und Diebe
2. Europa
3. Verschwende deine Zeit
4. Opel-Gang
5. Hang On Sloopy (Cover von The McCoys)
6. Düsseldorf